# Oliver's Army
"Oliver's Army" is een nummer van de Britse muzikant Elvis Costello, uitgebracht met zijn band The Attractions. Het nummer werd uitgebracht op zijn album Armed Forces uit 1979. Op 2 februari van dat jaar werd het nummer uitgebracht als de eerste single van het album.

## Achtergrond
"Oliver's Army" is geschreven door Costello en geproduceerd door Nick Lowe. Costello schreef het nummer als commentaar op The Troubles in Noord-Ierland; hij raakte geïnspireerd toen hij Britse soldaten door de straten van Belfast zag patrouilleren. De roots van Costello liggen in Noord-Ierland, aangezien zijn overgrootvader hier werd geboren en zijn Ierse grootvader als Britse soldaat vocht in de Eerste Wereldoorlog en de Paasopstand. Naast The Troubles verwijst het nummer ook naar conflicten in Hongkong, Palestina en Zuid-Afrika, alhoewel Costello verklaarde dat hij het nummer niet bedoeld had als een "coherent politiek argument". In het nummer gebruikt Costello de uitdrukking "white nigger", de bijnaam van zijn opa, dat sinds 2013 op de BBC-radio door een bleep wordt vervangen. Dat stoorde Costello zo, dat hij in januari 2022 vroeg om de plaat niet meer te draaien.
"Oliver's Army" is een new wavenummer. De piano op het nummer werd geïnspireerd door "Dancing Queen" van ABBA. Costello speelde het nummer voor het eerst op het Roskilde Festival in 1978, maar zag het nog niet als potentiële hit. Hij verwachtte dat het hoogstens een B-kant zou worden en wilde het oorspronkelijk van het album Armed Forces schrappen, maar producer Nick Lowe overtuigde hem ervan om het toch af te maken. Het werd een grote hit op de Britse eilanden, waar het in de UK Singles Chart de tweede plaats behaalde (achtereenvolgens achter "Tragedy" van Bee Gees en "I Will Survive" van Gloria Gaynor) en in Ierland tot de vierde plaats kwam. Ook in Australië en Nieuw-Zeeland werden de hitlijsten gehaald, maar het bereikte de Amerikaanse Billboard Hot 100 niet. In Nederland kwam de single tot plaats 31 in de Top 40 en plaats 32 in de Nationale Hitparade.
De videoclip van "Oliver's Army" werd opgenomen in Hawaï, toen Costello en The Attractions hier op tournee waren. De video werd opgenomen om vier uur 's nachts in een stripclub, aangezien de band geen andere locatie kon vinden. Het nummer werd gecoverd door onder meer Belle & Sebastian, Blur, OK Go, Frank Skinner en producer Nick Lowe.

## Hitnoteringen

### Nederlandse Top 40
| Hitnotering: 21-04-1979 t/m 12-05-1979 | Hitnotering: 21-04-1979 t/m 12-05-1979 | Hitnotering: 21-04-1979 t/m 12-05-1979 | Hitnotering: 21-04-1979 t/m 12-05-1979 | Hitnotering: 21-04-1979 t/m 12-05-1979 | Hitnotering: 21-04-1979 t/m 12-05-1979 |
| Week                                   | 1                                      | 2                                      | 3                                      | 4                                      |                                        |
| -------------------------------------- | -------------------------------------- | -------------------------------------- | -------------------------------------- | -------------------------------------- | -------------------------------------- |
| Positie                                | 38                                     | 31                                     | 32                                     | 39                                     | uit                                    |

### Nationale Hitparade
| Hitnotering: 07-04-1979 t/m 19-05-1979 | Hitnotering: 07-04-1979 t/m 19-05-1979 | Hitnotering: 07-04-1979 t/m 19-05-1979 | Hitnotering: 07-04-1979 t/m 19-05-1979 | Hitnotering: 07-04-1979 t/m 19-05-1979 | Hitnotering: 07-04-1979 t/m 19-05-1979 | Hitnotering: 07-04-1979 t/m 19-05-1979 | Hitnotering: 07-04-1979 t/m 19-05-1979 | Hitnotering: 07-04-1979 t/m 19-05-1979 |
| Week                                   | 1                                      | 2                                      | 3                                      | 4                                      | 5                                      | 6                                      | 7                                      |                                        |
| -------------------------------------- | -------------------------------------- | -------------------------------------- | -------------------------------------- | -------------------------------------- | -------------------------------------- | -------------------------------------- | -------------------------------------- | -------------------------------------- |
| Positie                                | 36                                     | 34                                     | 36                                     | 37                                     | 32                                     | 35                                     | 42                                     | uit                                    |

### NPO Radio 2 Top 2000
| Nummer met noteringen in de NPO Radio 2 Top 2000 | '05  | '06  | '07  | '08  | '09  | '10  | '11  | '12 | '13  |
| ------------------------------------------------ | ---- | ---- | ---- | ---- | ---- | ---- | ---- | --- | ---- |
| Oliver's Army                                    | 1628 | 1882 | 1727 | 1947 | 1700 | 1773 | 1923 | -   | 1927 |

1. ↑  Een '-' betekent dat het nummer niet was genoteerd en een vetgedrukt getal geeft de hoogste notering aan.
2. ↑  2005 was het eerste jaar met een notering voor dit nummer.
3. ↑  Deze tabel is bijgewerkt tot en met de laatste editie (2024).

1. ↑  https://www.nu.nl/muziek/6177691/elvis-costello-doet-eigen-hit-in-de-ban-vanwege-racistische-tekst.html